# Bryggeriforeningen
Bryggeriforeningen er en dansk interesseorganisation, der varetager øl- og læskedrikproducenternes interesser inden for bl.a. erhvervs-, miljø-, fødevare- og sundhedspolitik. Samtidig deltager Bryggeriforeningen i internationale samarbejder for at fremme øl- og læskedrikbranchens interesser. Foreningen omfatter de store bryggerier og en lang række af landets mindre bryggerier. Medlemmerne brygger 98 % af det øl, der bliver producereret i Danmark, samt en stor del af læskedrikproduktionen og produktionen af vand på flaske[kilde mangler]. En del bryggerier på Grønland og Færøerne er også medlemmer.
Bryggeriforeningen står desuden for kampagner om alkoholkultur, og den arbejder desuden på at skabe øget kendskab om øl og er medejer af Den Skandinaviske Bryggerhøjskole.
De danske bryggerier beskæftiger i alt 3.500 medarbejdere.[kilde mangler] Men samtidig bidrager bryggerier og tapperier til beskæftigelsen i en række andre sektorer. For hvert job på bryggerierne skaber branchen 5,5 andre jobs: Et job inden for landbrug, emballage og kommunikation, fire jobs på cafeer og restauranter og et halvt job i detailhandelen. I alt beskæftiger ølverdenen ca. 19.000 danskere.[kilde mangler]
Fra 1. juni 2022 er Nick Hækkerup Bryggeriforeningens direktør.

## Udenlandske arbejdspladser
På verdensplan beskæftiger de danske bryggerier i alt 45.000 medarbejdere, og i alt 250.000 personer verden over har et job, der kan relateres til de danske bryggerier.[kilde mangler]